# Yuria Haga
Yuria Haga (芳賀 優里亜 Haga Yuria, nascută 27 noiembrie 1987 în Tokyo) este o actriță japoneză și model.

## Filmografie

### Televiziune
- Doremisora (2002)
- Kokoro (2003)
- Kamen Rider 555 (2003)
- Shin: Inochi no genba kara (2004)
- Sh15uya (2005)
- Kamen Rider Kiva (2008)
- Kamen Rider Decade (2009)
- Kamen Rider Dragon Knight: Maya Young/Kamen Rider Siren Japanese Dub (2009)
- Oha Star

### Filme
- Dokomademo ikou (1999)
- Gaichû (2001)
- Kamen Rider 555: Paradise Lost (2003)
- Koi suru nichiyobi (Love on Sunday) (2006)
- Master of Thunder: Kessen!! Fûmaryûkoden (Summer 2006)
- End Call (2008)
- Girl's Blood (2014)[2]